# Melanogryllus conscitus
Melanogryllus conscitus är en insektsart som först beskrevs av Walker, F. 1869.  Melanogryllus conscitus ingår i släktet Melanogryllus och familjen syrsor. Inga underarter finns listade i Catalogue of Life.